# Diecezja Pangkalpinang
Diecezja Pangkalpinang (łac. Diœcesis Pangkalpinangensis) – rzymskokatolicka diecezja ze stolicą w Pangkal Pinang w Indonezji. Powstała w 1923 jako prefektura apostolska Bangka i Biliton, podniesiona do rangi wikariatu apostolskiego Pangkal-Pinang w 1951, zaś do rangi diecezji od 1961. Pod obecną nazwą od 2019.

## Biskupi
- Biskupi Pangkalpinang
  - Bp Adrianus Sunarko OFM (od 2019)
- Biskupi Pangkal-Pinang
  - Bp Adrianus Sunarko OFM (2017–2019)
  - Bp Hilarius Moa Nurak SVD (1987–2016)
  - Bp Nicolas Pierre van der Westen SSCC (1961–1978)
- Wikariusze apostolscy Pangkal-Pinang
  - Bp Nicolas Pierre van der Westen SSCC (1951–1961)
- Prefekci apostolscy Bangka i Biliton
  - O. Vito Bouma SSCC (1928–1945)
  - O. Teodosio Herckenrath SSCC (1924–1928)